# Erdőbénye
Erdőbénye ist eine ungarische Gemeinde im Kreis Tokaj im Komitat Borsod-Abaúj-Zemplén.

## Geografische Lage
Erdőbénye liegt in Nordungarn, 46 Kilometer nordöstlich des Komitatssitzes Miskolc und 16 Kilometer nordwestlich der Kreisstadt Tokaj. Die höchste Erhebung auf dem Gemeindegebiet ist der 610 Meter hohe Berg Szokolya. Nachbargemeinden sind Baskó, Erdőhorváti, Tolcsva, Olaszliszka und Sima.

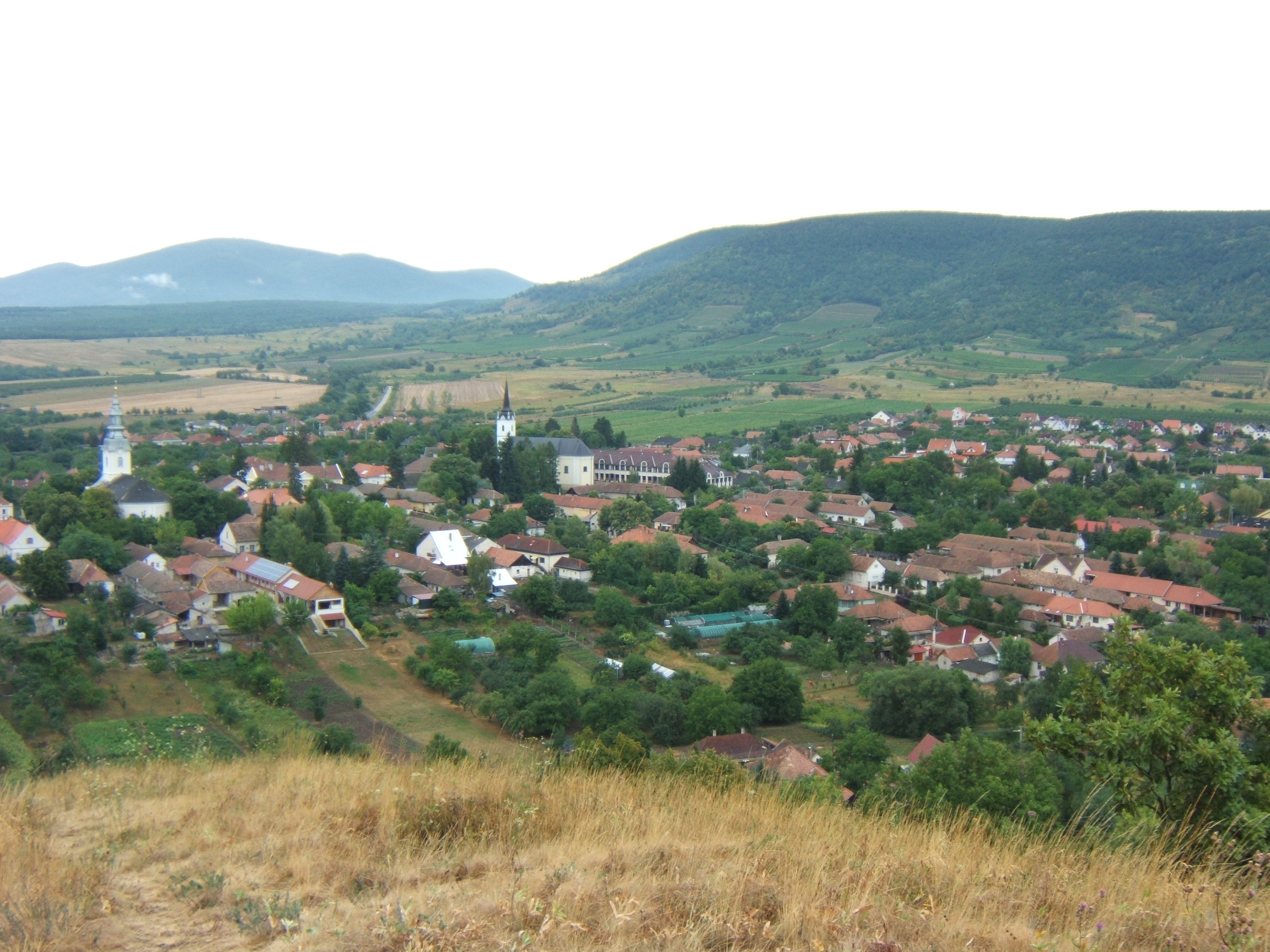
Blick auf Erdőbénye

## Geschichte
Im Jahr 1913 gab es in der damaligen Großgemeinde 491 Häuser und 2413 Einwohner auf einer Fläche von 7957 Katastraljochen. Sie gehörte zu dieser Zeit zum Bezirk Tokaj im Komitat Zemplén.

## Söhne und Töchter der Gemeinde
- Ludwig Stein (1859–1930), ungarisch-schweizerischer Philosoph